# Bisfosfoniany

Porównanie struktury bisfosfonianu (na górze) i pirofosforanu (na dole)

Bisfosfoniany – fosforoorganiczne związki chemiczne z grupy fosfonianów, charakteryzujące się występowaniem układu P−C−P. Są czynnikami chelatującymi, podobnymi w działaniu do NTA lub EDTA. Są wykorzystywane jako leki hamujące resorpcję kości. Są stosowane w terapii osteoporozy, choroby Pageta, przerzutów nowotworowych do kości, szpiczaka mnogiego i in.
Zostały otrzymane po raz pierwszy przez rosyjskiego chemika Nikołaja Menszutkina w roku 1865. W roku 1897 Hans von Baeyer i K.A. Hofmann otrzymali kwas etydronowy, który był pierwszym bisfosfonianem użytym jako lek dla ludzi.

## Mechanizm działania
Bisfosfoniany są analogami pirofosforanu, mającymi w swojej strukturze dwie grupy fosfonianowe związane z centralnym atomem węgla. Wykazują duże powinowactwo do wapnia, dlatego odkładają się w kościach. Hamują kalcyfikację oraz resorpcję kości zależną od osteoklastów. Kwas zoledronowy hamuje dodatkowo działanie osteoblastów.

## Zastosowanie
- osteoporoza
- przerzuty nowotworowe do kości
- szpiczak mnogi
- choroba Pageta
- otoskleroza
- diagnostyka medyczna (scyntygrafia kostna)

## Przeciwwskazania i ostrzeżenia
- u pacjentów ze znaną nadwrażliwością na bisfosfonian (uczulenie),
- u pacjentek w ciąży;
- u kobiet karmiących piersią
- jednoczesne stosowanie z innymi bisfosfonianami,
- ciężka niewydolność nerek (klirens kreatyniny poniżej 30 ml/min)
- może powodować senność i zawroty głowy dlatego pacjenci nie powinni prowadzić pojazdów, obsługiwać urządzeń mechanicznych w ruchu lub wykonywać czynności wymagających znacznej koncentracji.
- Bisfosfoniany podawane drogą doustną nie powinny być stosowane u pacjentów z rzadko występującą dziedziczną nietolerancją galaktozy, niedoborem laktazy (czyli nietolerancją laktozy) lub zespołem złego wchłaniania glukozy–galaktozy.

## Dawkowanie
Bisfosfoniany stosowane dożylnie w leczeniu w chorobie nowotworowej:
- nie ma obostrzeń co do pory dnia w jakiej należy podać lek,
- nie ma obostrzeń co do diety ani innych przyjmowanych leków (z wyjątkiem talidomidu i kalcytoniny, zob. sekcja Interakcje)
- lek podawany jest co 3–4 tygodnie we wlewie dożylnym w dawce zleconej przez lekarza. Należy uwzględnić nawodnienie oraz suplementację wapna i witaminy D, jeśli lekarz uzna je za konieczne.

Dawki bisfosfonianów przyjmowanych doustnie ustala lekarz.

## Działania niepożądane
Działania niepożądane związane są ze sposobem podawania leku oraz ze sposobem jego działania.
- Bisfosfoniany podawane drogą doustną (kwas klodronowy, kwas aledronowy) wywołują najczęściej poniższe działania niepożądane: nudności, wymioty, biegunkę[6]

- Bisfosfoniany podawane drogą dożylną (kwas pamidronowy, kwas zoledronowy, kwas ibandronowy):

Działania niepożądane mają zazwyczaj charakter łagodny i przemijający. Bardzo często występujące działania niepożądane to bezobjawowa hipokalcemia i gorączka (zwiększenie temperatury ciała o 1 °C do 2 °C), które zazwyczaj występują w ciągu pierwszych 48 godzin od infuzji. Gorączka najczęściej przemija samoistnie i nie powoduje konieczności leczenia.
Można zastosować leki przeciwbólowe. Można zmniejszyć nasilenie tych objawów, stosując odpowiednie nawodnienie - przed podaniem leku wypić 0,5 litra płynów.
Rzadkim działaniem niepożądanym w leczeniu bisfosfonianami (przy obu sposobach podania) jest martwica szczęk. Stąd zaleca się kontrole stomatologiczne w trakcie leczenia.

## Interakcje
Leki z tej grupy reagują z jonami wapnia tworząc nierozpuszczalne i nieaktywne kompleksy. Z uwagi na to nie należy ich przyjmować razem z preparatami zawierającymi wapń (np. środkami zobojętniającymi kwas żołądkowy) oraz pożywieniem bogatym w ten składnik, np. z mlekiem, przetworami mlecznymi, orzechami, rybami. Powinno się zachować co najmniej dwugodzinny odstęp pomiędzy zażyciem leku a spożyciem któregoś z tych produktów.
- Bisfosfoniany doustne[8]:

Jednoczesne stosowanie z innymi bisfosfonianami jest przeciwwskazane.
Istnieją dane dotyczące występowania zaburzeń czynności nerek, podczas jednoczesnego stosowania bisfosfonianów doustnych (klodronian) z niesteroidowymi lekami przeciwzapalnymi (NLPZ), najczęściej z diklofenakiem.
Stosowanie bisfosfonianów doustnych (klodronianu) jednocześnie z (antybiotykami aminoglikozydami) wymaga zachowania ostrożności z uwagi na zwiększone ryzyko hipokalcemii. W pojedynczych przypadkach odnotowano ciężką hipokalcemię. Należy zwrócić uwagę na możliwość dodatkowego wystąpienia hipomagnezemii.
Nie należy zażywać bisfosfonianów doustnych (klodronian) z pokarmami lub lekami zawierającymi kationy dwuwartościowe (np. lekami zmniejszającymi pH soku żołądkowego oraz lekami zawierającymi żelazo).
- Bisfosfoniany dożylne[9]:

Nie obserwowano interakcji pomiędzy bisfosfonianami dożylnymi a lekami powszechnie stosowanymi w terapii nowotworów. Leki w tej postaci stosowane są w trakcie chemioterapii (osobny wlew dożylny).
Bisfosfoniany dożylne (kwas pamidronowy, kwas zoledronowy) i kalcytonina stosowane jednocześnie u pacjentów z ciężką hiperkalcemią działały synergicznie, co poprawiało efekt terapeutyczny, gdyż prowadziło do szybszego zmniejszenia stężenia wapnia w surowicy krwi.
Należy zachować ostrożność podczas podawania bisfosfonianów dożylnych z innymi lekami potencjalnie nefrotoksycznymi.
U pacjentów ze szpiczakiem mnogim ryzyko zaburzenia czynności nerek może się zwiększyć, jeśli bisfosfonian dożylny podaje się jednocześnie z talidomidem.

## Leki
Leki bisfosfonianowe wpływające na mineralizację kości (klasyfikacja ATC M 05):
- M 05 BA 01 – kwas etydronowy
- M 05 BA 02 – kwas klodronowy
- M 05 BA 03 – kwas pamidronowy
- M 05 BA 04 – kwas alendronowy
- M 05 BA 05 – kwas tiludronowy
- M 05 BA 06 – kwas ibandronowy
- M 05 BA 07 – kwas ryzedronowy
- M 05 BA 08 – kwas zoledronowy